# ريك فينتوري
ريك فينتوري (بالإنجليزية: Rick Venturi)‏ هو لاعب كرة قدم أمريكية أمريكي، ولد في 23 فبراير 1946 في تلورفيل في الولايات المتحدة.